# Tarako
Tarako, TARAKO, właśc. Tarako Isono (jap. 磯野たらこ Isono Tarako; ur. 17 grudnia 1960 w Ōte, zm. 8 marca 2024), bardziej znana jako TARAKO (jap. たらこ Tarako) – japońska aktorka głosowa oraz piosenkarka. Śpiewa opening m.in. do anime Skrzaty z Wyspy Li.

## Wybrana filmografia
- 1983: Alicja w Krainie Czarów jako Alicja
- 1983: Tao-Tao, mały miś panda jako Tao-Tao
- 1986: Piłkarze jako Taichi
- 1986: Było ich jedenaścioro jako Toto Ni
- 1988: Dommel jako Bob
- 1989: Alfred Jonatan Kwak jako Tom
- 1992: Mikan – pomarańczowy kot jako Mikan
- 2001: Noir jako Altena

## Nagrody
- 2016: Dziesiąta edycja Seiyū Awards – Nagroda za Synergię (Chibi Maruko-chan)[2]